# Gare de Laragne
Gare de Laragne vasútállomás Franciaországban, Laragne-Montéglin településen.

## Vasútvonalak
Az állomást az alábbi vasútvonalak érintik:
- Lyon-Perrache-Grenoble-Marseille-vasútvonal

## Kapcsolódó állomások
A vasútállomáshoz az alábbi állomások vannak a legközelebb:
- Mison railway station (Gare de Marseille-Saint-Charles, Ligne Marseille - Briançon)
- Eyguians - Orpierre railway station (Gare de Briançon, Ligne Marseille - Briançon)